# إيلي ضاهر
إيلي ضاهر(توفي في 7 سبتمبر 1986)  ممثل ومدبلج ومخرج لبناني.

## عن حياته
بالرغم من أن إيلي ضاهر ظل يقدم أدوارا ثانوية طوال حياته الفنية إلا أنه كان مؤثرا للغاية في جميع الأعمال الفنية التي قدمها سواء في الدراما التلفزيونية أو على على خشبة المسرح التي اشتهر بتقديم أفضل الأعمال عليها، وقد بدأ إيلي حياته المهنية في أواخر الأربعينيات عندما أسس مع ميشال ثابت فرقة مسرحية أطلق عليها الأرز وقدم بها العديد من الأعمال المقبولة ثم عمل بالإذاعة اللبنانية العربية وقد ربطه صداقة قوية بالممثل محمد شامل حيث شارك في العديد من المسلسلات ومن أشهر أعماله المسرحية (عائلة أبو المجد التي لاقت نجاحا كبيرا كما ألف العديد من الأعمال كان منها (كانت أيام) وشباب 73 .

## أعماله

### في المسلسلات
- البديل
- اهربوا جاي القفورة
- الرجل الثالث
- بسمة التخلي
- البخلاء
- البؤساء
- الضيعة بألف خير
- لا تقولي وداعا
- ديالا

### في السينما
- الليل الطويل
- السراب
- سر اللؤلؤة

### في دوبلاج أفلام الكرتون
- السبع المدهش حول العالم في ثمانين يوما
- ميمونة ومسعود

## روابط خارجية
- إيلي ضاهر على موقع قاعدة بيانات الأفلام العربية